# Tw29
Tw29 – polski wąskotorowy parowóz tendrzak produkowany w latach 1929–1930 przez Fablok, eksploatowany na Górnośląskich Kolejach Wąskotorowych w latach 1929–1976.
Parowóz był adaptacją parowozów typu T40 zbudowanych w roku 1924 na zamówienie Ministerstwa Komunikacji przez niemiecką firmę L. Schwarzkopff z Berlina.
Zmiany konstrukcyjne dokonane względem pierwowzoru były niewielkie - dotyczyły w zasadzie wyłącznie podwozia. Zrezygnowano ze specyficznego rozwiązania zastosowanego w parowozie T40, tj. szóstej osi ślepej, której zadaniem było zapewnienie prowadzenia wiązarów w płaszczyźnie równoległej do osi parowozu podczas przechodzenia przez ostre łuki. Rozwiązanie to okazało się kłopotliwe w eksploatacji i w parowozach serii Tw29 zastosowano rozwiązanie opracowane przez profesora Alberta Czeczotta polegające na zapewnieniu przesuwności osi (druga i piąta oś miały możliwość przesuwania się na boki odpowiednio o 15 i 26 mm) oraz usunięciu obrzeży z osi trzeciej (silnikowej). Rozwiązanie to z powodzeniem zastąpiło konstrukcję niemiecką.
Lokomotywy tej serii nie różnią się istotnie danymi technicznymi oraz osiągami od produkowanych już po II wojnie światowej lokomotyw serii Tw47 i Tw53, które w istocie były kopiami parowozów serii Tw29, a różnice między poszczególnymi typami były minimalne.
Dostarczono łącznie 6 egzemplarzy tego parowozu (numery fabryczne 313, 314, 315, 409, 410 i 435). Ostatnia maszyna z tej serii (nr fabryczny 409) została zezłomowana dopiero w październiku roku 1976.